# OpenStreetMap
Az OpenStreetMap (OSM) csoportmunkán alapuló térképfejlesztés, melynek célja egy szabadon szerkeszthető és felhasználható térkép készítése az egész világról.
A térképek hordozható GPS eszközökből, légifotókból, szabadon használható, nemzeti kormányzati nyilvántartásokból és egyéb szabad forrásokból származó adatok, vagy egyszerű helyismeret alapján készültek. A térinformatikai adatbázis teljes tartalma Open Database License licenc alatt érhető el letöltésre (a konkrétan megrajzolt térképrészletek általában változatos szabad licencek alatt attól függően, hogy azokat ki rajzolta az adatbázisból; az OSM alapítvány által előállított térkép pedig az ODbL szerinti „előállított művekre” [„Produced Work”] vonatkozó szabály alapján a forrás adatbázis és a licenc feltüntetése mellett használható fel.)
Az OpenStreetMapot olyan oldalak ihlették, mint a Wikipédia – a térkép-megjelenítésnél elérhető egy jellegzetes "Szerkesztés" fül, és a változtatások teljes története is rendelkezésre áll. A regisztrált felhasználók feltölthetnek GPS nyomvonalakat, és szerkeszthetik a vektoros adatokat adott szerkesztőeszközök használatával.

## Története

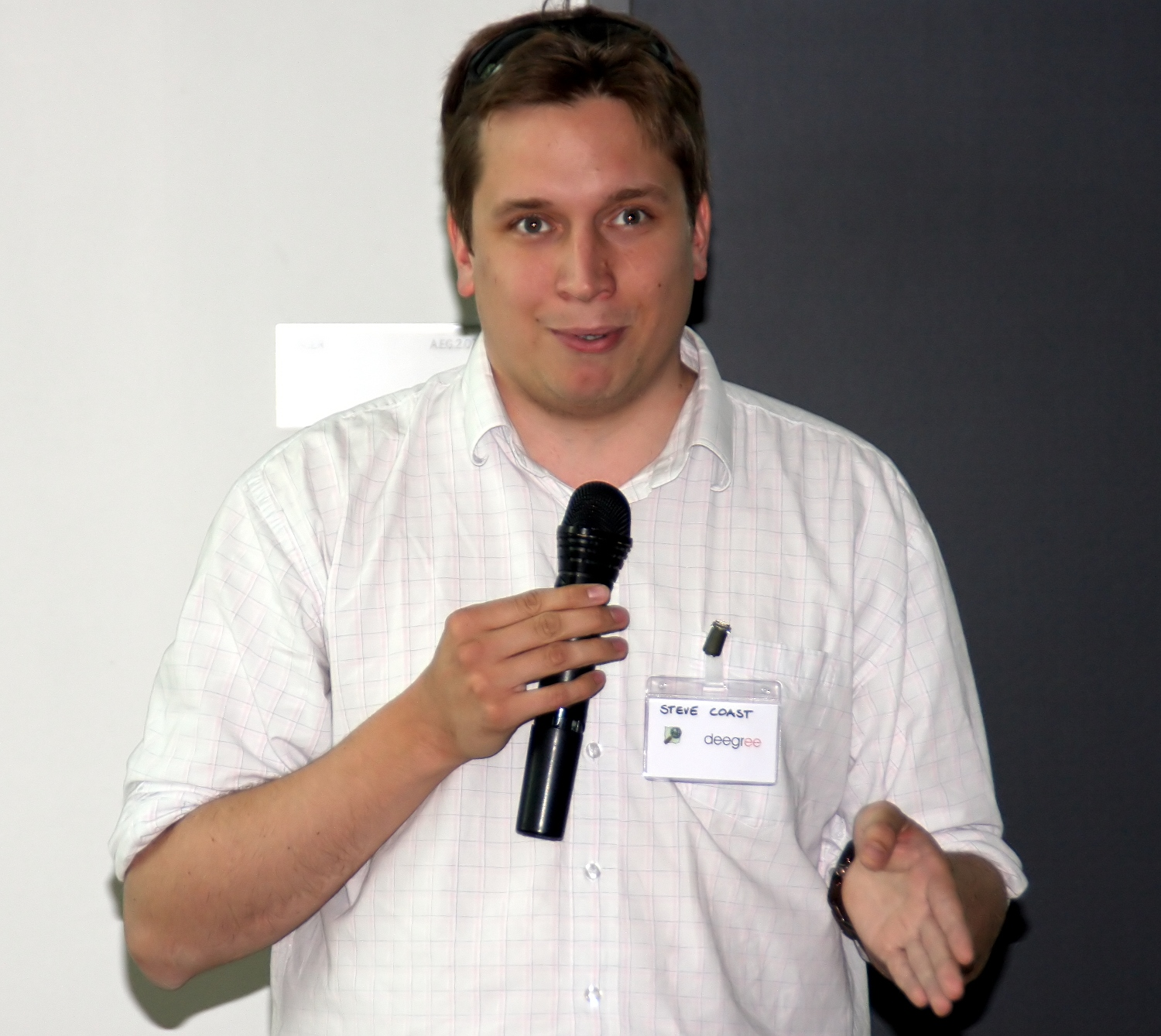
Steve Coast, 2009

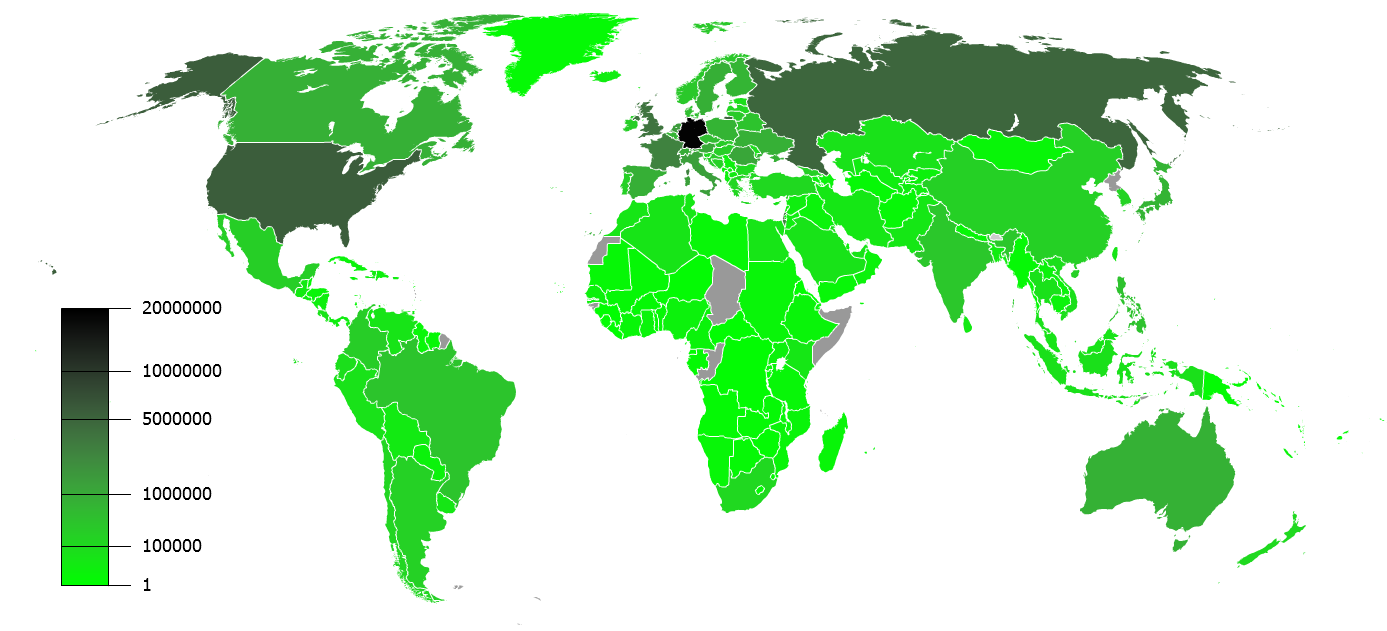
OpenStreetMap felhasználási statisztika. A sötét rész jobb és népszerűbb (2011)

Az OpenStreetMap (OSM) 2004 júliusában Steve Coast kezdeményezésére jött létre. 2006 áprilisában alakult meg az OpenStreetMap Foundation (OSMF, OSM alapítvány) ami segíti a szabad földrajzi adatok növekedését, fejlődését és terjesztését, valamint biztosítja ezen szabad adatok mindenki számára való elérhetőségét. 2006 decemberben a Yahoo! közleményében hivatalosan is elismerte azt, hogy az OSM jogszerűen használhatja a légifényképeit a térképek elkészítésének folyamatában.
2007 áprilisában az Automotive Navigation Data nevű cég (AND) Hollandia teljes úthálózatát, valamint India és Kína főbb útjainak adatait a projekt rendelkezésére bocsátotta, ami a 2007 júliusában tartott első, nemzetközi „A Térkép állapota” OSM konferencián mutatkozott be több mint 9000 szerkesztő és felhasználó előtt, mely eseményt többek között a Google, a Yahoo! és a Multimap.com is támogatta. 2007 augusztusában egy független projekt, az OpenAerialMap kezdte összegyűjteni a szabadon használható légifényképeket. 2007 októberben befejeződött az USA „országleltár” projektjének TIGER úthálózati térképének importja. 2007 decemberében az Oxford University volt az első nagy szervezet, ami az OSM térképadatait saját weblapján aktívan használta és publikálta.
2008 februárjára készült el az a fejlesztés, aminek segítségével a térképeket a biciklis felmérők által is használt GPS egységekbe lehetett letölteni. 2008 februárban Indiában tartottak számos workshopot. Márciusban az alapítók bejelentették, hogy 2,4 millió euró támogatást kaptak a Cloudmade befektetőcégtől, amely aktívan használja az OpenStreetMap adatait.
2009 áprilisában indult a 0.6 jelölésű API ami lehetővé tette azt, hogy az OSM szervereket külső programokkal is hatékonyan lehessen elérni illetve az adatokat bővíteni, és ez hozzájárult a térképszerkesztő programok egyre szélesebb körben való megjelenésének ami a felhasználók és szerkesztések számának rohamos emelkedését eredményezte.
2010. novemberében a Microsoft hivatalosan is engedélyezte a Bing légifényképeinek jogszerű felhasználását a térkép fejlesztéséhez ezzel szintén rohamos fejlődést elősegítve, mivel az előtte használt Yahoo! térképek egyre elavultabbakká váltak és gyakran a képfelbontás sem volt elegendő a részletes térképezési feladatokhoz. Bár az elsődleges térképforrás továbbra is a felhasználók személyes felméréseire alapul de a részletes légifényképek lehetővé tették az elérhetetlen, távoli részek feltérképezését is.
2012. szeptember 12-én az OSM átváltott az addig használt Creative Commons Nevezd Meg – Így Add Tovább („CC-BY-SA”) licencéről a kifejezetten adatbázis jellegű művekre kialakított ODbL licencre. Maga a licencváltás folyamata is egyedülálló feladat elé állította a projektet: több százezer szerkesztő explicit jóváhagyására volt szükség, melyet a licencváltást el nem fogadó szerkesztők által „fertőzött” részek eltávolítása követett; a folyamat 2010. május 12-én kezdődött.
2020. július 1-jével az OSM Alapítvány (OSMF) által előállított „standard style” térképkinézet is átváltott az ODbL szerinti „előállított művekre” vonatkozó licencre.

## Felhasználók
2008 augusztusára, röviddel a második „State of the Map” konferencia után az OSM több mint 50 000 regisztrált szerkesztővel rendelkezett; 2009 márciusára 100 000, 2009 végére majdnem 200 000 volt a szerkesztők száma.  2011 áprilisban a regisztrált szerkesztők száma majdnem 400 ezer, 2013 januárjában a szám meghaladta az egymilliót. 
2023-ban a regisztrált felhasználók száma 10.7 millió, ebből hozzávetőlegesen havonta 50 000 aktív.
Nem minden szerkesztő vesz részt a térkép szerkesztésében, és nem minden résztvevő egyforma mértékben: 2008-ban kb. a regisztrált szerkesztők 10%-a adott egy adott hónapban adatot a térképhez, és az adatok mennyiségileg jelentős részét gyakran a nyílt adatokat importáló néhány tucat szerkesztő tölti fel.

## Méretek
2013. január 6-án a szerkesztők száma átlépte az egymilliót. Az adatbázis ekkor 3 milliárd 250 ezer GPS pontot, 1 milliárd 740 ezer térképpontot, 165 millió utat és egyéb térképvonalat, valamint 1 millió 770 ezer, logikai kapcsolatba foglalt térképobjektumot tartalmazott.
Az adatbázis Magyarország területén 2013. január 5-én 4 millió 380 ezer térképpontot, 410 ezer térképvonalat, valamint 20 ezer logikai kapcsolatot tartalmazott. Ugyanekkor a magyarországi úthálózat feltérképezett hossza 121 590 kilométer volt.

## Licenc

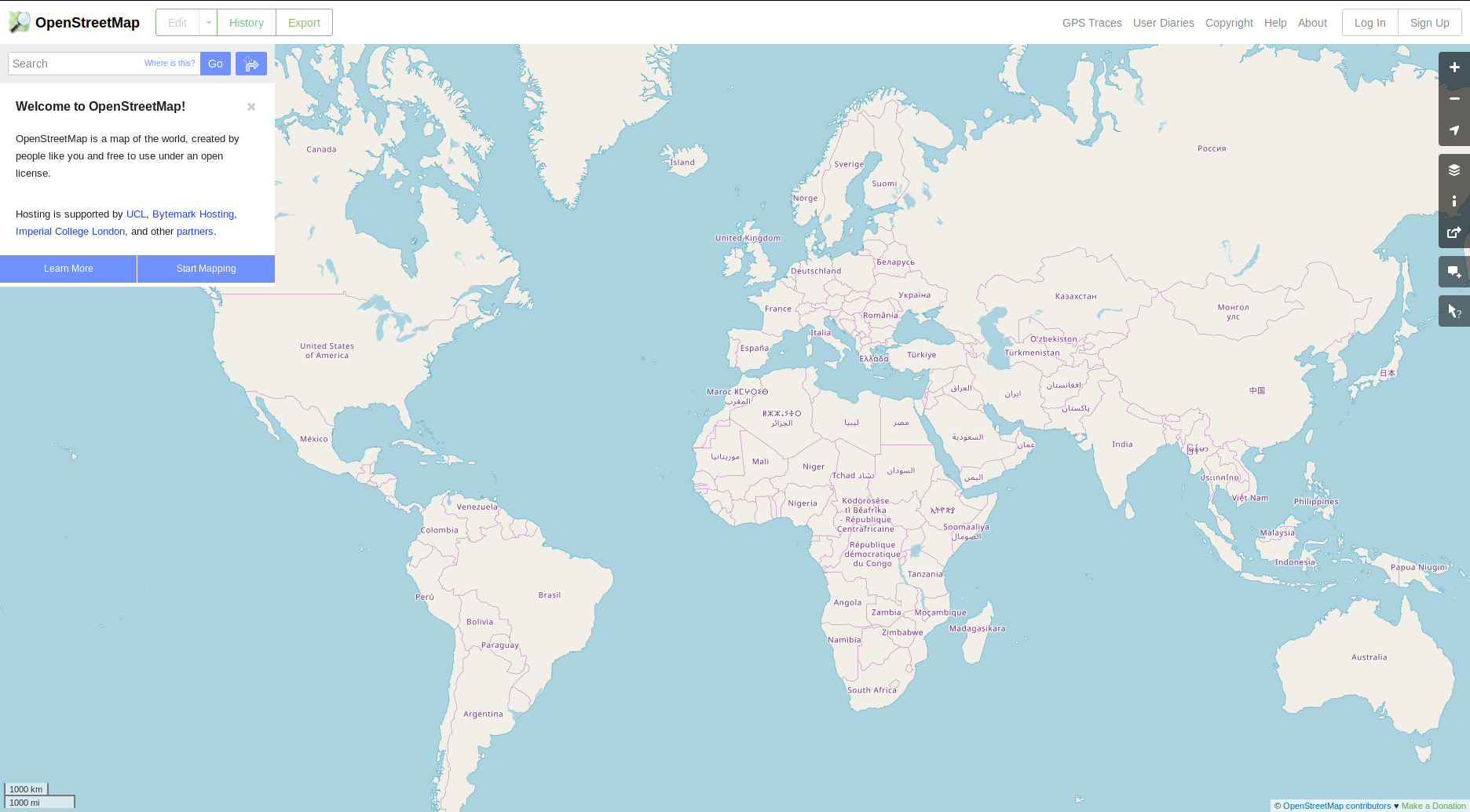
Az OpenStreetMap.org honlap

### Adatbázis
Az OpenStreetMap adatbázist nyílt tartalmú licenc alatt teszik közzé, a szabadon elérhető, felhasználható és publikálható adatok támogatásának fő céljával. Tehát, mind nem kereskedelmi, mind kereskedelmi felhasználások is megengedettek a licenc feltételeinek megfelelően. A jelenlegi licenc pontos neve: Open Database License (ODbL).

### Raszter
A projekt által előállított képi adatok („raszterizált térképek”) szintén a Creative Commons „Attribution-Share Alike 2.0 licence” feltételei alapján használhatók fel.

### Forrásadatok
A projekt során felhasznált összes adatnak (beleértve azt is, amely a térképek létrehozását segíti, de fizikailag nem válik az adatbázis részévé) meg kell felelnie a Creative Commons Attribution-Share Alike license feltételeinek. Ennek megfelelnek többek a szerzői joggal vagy másként már nem védett anyagok (régi térképek, régi térképészeti adatok, légifelvételek...), közkincsnek minősülő adatok (ilyenek az egyes kormányok által közpénzen előállított, közkincsnek minősített adatok), és más, kompatibilis licencek alapján közzétett információk. Minden regisztrált szerkesztő köteles a fent említett licencfeltételeket elfogadni, és betartani, és biztosítani az általa felhasznált adatok megfelelőségét.
Emiatt például, a térképkészítés során nem használhatók a Google által publikált térképek vagy légifelvételek, a jogvédett papír alapú térképek, vagy a térképészeti cégek által gyűjtött, jogvédelem alá eső adatok.
Az OSM szerkesztők egy része adatait közkincsnek nyilvánította.

#### Kereskedelmi forrásokból származó adatok
Számos nyereségorientált cég bocsátotta rendelkezésre adatait azért, hogy támogassa a szabad térképadatbázis létrejöttét.
Így például az „Automotive Navigation Data” cég biztosította Hollandia teljes úthálózatának térképét, emellett India és Kína is rendelkezésre bocsátotta útjainak alaptérképét. 2006 decemberében a Yahoo! lehetővé tette, hogy saját légifelvételeit szabad térképek rajzolásához fel lehessen használni. A 2009 novemberben létrejött NearMap Pty Ltd cég megalakulása óta elérhetővé teszi az Ausztrália városairól és néhány külterületéről készült nagy felbontású képeit CC-BY-SA licenc alapján. 2010 novemberben a Microsoft jelentette be, hogy az OSM közösség használhatja a Bing térképet rajzolási alapnak.

## Részvétel
A  www.openstreetmap.org címen a regisztrációt követően bárki elkezdheti a szerkesztést. A GPS készülékkel vagy PDA-val személyesen gyűjtött adatokat GPX formátumban lehet a megadott oldalra feltölteni, majd a rögzített pontok alapján a tereptárgyakat megrajzolni és beazonosítani.

### Térkép szerkesztése
A térképi adatbázis szerkesztésére a legegyszerűbb mód a böngészőben lehetséges. Regisztrációt követően a szerkesztés fülre kattintva megynyílik az ún. iD editor webes felület. Itt a három klasszikus térinformatikai objektumtípus (pont, vonal, sokszög) közül választhatunk attól függően, hogy milyen típusú objektumokkal szeretnénk bővíteni az adatbázist. Alapadatként távérzékelési (műholdkép, légifelvétel, ortokorrigált felvételek) raszteres információk segítenek bennünket a tájékozódásban. A képi adatforrások azonban nem minden esetben pontosak, a felvételek "el lehetnek csúszva" a valódi földrajzi pozícióktól, ezért referenciaként a FÖMI által készített képeket tekintik a szerkesztők referencia adatként, melyhez a frissebb műholdképek hozzá igazíthatóak.(Légifelvétel eltolás menüpont)
A szerkesztés során egyszerűen megrajzoljuk a kívánt objektum geometriáját, majd ezt követően a térbeli adatot fel kell címkézni tulajdonságai alapján. Számos leíró adatot megadhatunk az általunk lerajzolt objektumnak, (típus, név, cím, elérhetőségek, nyitvatartás stb.) A leíró adatok megadását címkézésnek vagy tag-elésnek hívjuk. Az OpenStreetMap-nek saját szabályrendszere van, hogy mit, hogyan térképezzünk, és milyen objektum kategóriába soroljunk. (pl.: egy felület, lehet épület, területhasználat, természeti képződmény, létesítmény stb.). Mielőtt tehát nekivágunk a térkép saját ismeretanyagunkkal való kiegészítésére, javítására, előtte mindenképpen keressük fel az OpenStreetMap wiki oldalát, ahol részletes leírást olvashatunk az adatbázis szerkesztési szabályairól.

Haladó felhasználók számára a JOSM (Java OpenstreetMapEditor) szoftver használata lehet egyszerűbb, mely kicsit más módon, de jóval több és gyorsabb szerkesztési lehetőségeket kínál, illetve jobban kezeli a relációkat/multipolygon elemeket.

Lehetőség van még mobil alkalmazások segítségével is szerkeszteni a térképet, profibb felhasználók számára az OsmAnd, kezdő felhasználók számára a StreetComplete szoftverek lehetnek hasznosak, de egyéb alkalmazások is elérhetőek a különböző alkalmazás áruházakban.

Amennyiben nem szeretnénk regisztrálni és elmélyedni a térképszerkesztés bonyolult világában, de találtunk a térképen valótlan, vagy elavult információt azt jelezhetjük a térképjegyzet funkcióval a honlapon, melynek segítségével a gyakorlattal rendelkező tapasztalt térképszerkesztők tudomására hozhatjuk, hogy hol kell javítani az adatbázist. Ehhez a weboldalon keressünk egy szövegbuborék ikont (Jegyzet hozzáadása) helyezzük a buborékot a problémás helyre és töltsük ki észrevételeinkkel (pl.: bezárt, elköltözött, elbontották, beépítették, vagy valamelyik útról csak bizonyos irányokban engedélyezett a továbbhaladás stb.) a szövegdobozt és adjuk hozzá a jegyzetet a térképhez.

A projektben résztvevők térképező hétvégéket szoktak szervezni egy-egy kiemelt terület felmérésére.

A projekt aktívabb közreműködői időnként összegyűlnek és előadásokat tartanak a szerkesztési elvekről, tapasztalatokról és a leggyakrabban elkövetett hibákról, azok javítási lehetőségeiről, a térbeli adatok legkülönbözőbb felhasználási lehetőségeiről stb. mely előadásokról video anyagok is készülnek melyek megtekinthetőek a közösség youtube csatornáján

A projektnek már 2006-ban több magyar tagja volt, pedig akkor a szerkesztők száma még csak kb. 1000 volt.

## Néhány lényeges adat
- A webfelületet 2005 közepén telepítették;
- A OpenStreetMap adatokkal való feltöltése 2006 májusában indult;
- 2006 októberében
  - kb. 1000 regisztrált szerkesztő;
  - 25 ország adatainak feltöltése van folyamatban;
  - több mint 500 képet és
  - több mint 500 szócikket tartalmaz.

## Lásd még
- Google Térkép
- WikiMapia